# Майлз, Герберт
Герберт Скотт Гулд Майлз (англ. Herbert Scott Gould Miles; 31 июля 1850 года — 1926) — генерал Британской армии, губернатор Гибралтара с 1913 по 1918 годы.

## Военная карьера
В 1869 году поступил на службу в 101-й пехотный полк.
В 1880 году ушёл с военной службы, чтобы стать барристером в Иннер-Тэмпл.
В 1889 году вновь вернулся на военную службу, получив должность заместителя помощника генерал-квартирмейстера в Военном министерстве. В 1893 году был переведён на должность помощника генерал-адъютанта в Олдершотском командовании В 1898 году был назначен комендантом Штабного колледжа в Кемберли.
Во время Второй англо-бурской войны, в начале февраля 1900 года, служил в качестве заместителя генерал-адъютанта и начальника штаба в Сухопутных силах Натала. После войны вернулся на прежнюю должность в Штабном колледже, а затем в 1903 году стал командующим британскими войсками в округе Капской колонии. В 1904 году получил должность директора по призыву и организационной работе в Штабе армии, в 1908 году занял пост генерал-квартирмейстер.
С 1913 по 1918 году был губернатором Гибралтара, в 1919 году вышел в отставку.

## Память
В его честь названа Герберт-Майлз-роуд в Гибралтаре. Также его имя носит Герберт-Майлз-променейд.